# NHK番組一覧

## 放送波別
- テレビ番組（Category:NHKのテレビ番組）- NHKのテレビ放送
  - NHK総合テレビジョン番組一覧（Category:NHK総合テレビジョンの番組） - NHK総合テレビジョン
  - NHK教育テレビジョン番組一覧（Category:NHK教育テレビジョンの番組） - NHK教育テレビジョン（NHK Eテレ）
  - NHK衛星放送番組一覧（Category:NHK BSのテレビ番組） - NHK-BS（NHK BS1、NHK BSプレミアム、(以下過去)NHK衛星第2テレビジョン、NHKデジタル衛星ハイビジョン）
  - Category:NHKワールドの番組
    - NHKワールドTV 番組一覧 - NHKワールドTV
    - NHKワールドプレミアム 番組一覧 - NHKワールドプレミアム
- ラジオ番組 - NHKラジオ
  - NHKラジオ第1番組一覧（Category:NHKラジオ第1の番組） - NHKラジオ第1放送
  - NHKラジオ第2番組一覧（Category:NHKラジオ第2の番組） - NHKラジオ第2放送
  - NHK FM番組一覧（Category:NHK-FMの番組） - NHK FM放送

## ジャンル別
- Category:NHKのニュース・報道番組
- NHKのアニメ作品
- Category:NHKの音楽番組
- NHK for School - 学校放送のテレビ番組。
- NHKラジオ学校放送
- NHK教育テレビ少年少女・若者番組
  - Template:NHK音楽番組 (若者向け)
- 歴代大河ドラマの一覧 - NHK大河ドラマ
- 歴代連続テレビ小説の一覧 - NHK連続テレビ小説
- NHK語学番組
- Category:NHKの番組の歴史

など。